# Macarrão
Macarrão (em italiano plural: maccheroni, singular: maccherone) é um tipo de massa alimentícia com o formato de tubos curtos, em que se incluem os penne e os cotovelos. No entanto, em algumas regiões do Brasil, o termo "macarrão" é usado para se referir a qualquer tipo de massa alimentícia, desde o espaguete às letras e outras formas usadas em vários cozidos e sopas.

## História
Segundo uma antiga teoria, teria sido o explorador italiano Marco Polo a levar o macarrão da China para a Itália durante o século XIII. Porém, em 1279, já havia na Itália o registro da palavra “macaronis”, usada por um soldado genovês em seu inventário para descrever o alimento que deixava para sua família. Hoje sabe-se que as massas alimentícias já eram conhecidas na Europa muito antes disso.
A versão mais aceita confere aos árabes a paternidade da invenção. Eles teriam levado o macarrão para a Sicília no século IX, quando conquistaram a ilha durante a Expansão Árabe. A massa seca, fácil de conservar e transportar nas longas travessias, logo se espalhou por todo o Mediterrâneo. Na Itália, a receita recebeu o toque final: a farinha de grano duro, que permite o cozimento ideal da massa, al dente.
Durante o período da Renascença (séc. XIV – XVI), a massa era um prato nobre, servido pelos ricos em seus banquetes.  No século XIX, surgiram as primeiras fábricas de massas, e as receitas começaram a se popularizar. Mas foi depois da Primeira Guerra Mundial que o macarrão se espalhou e conquistou o mundo.

## Introdução da massa no Brasil
O macarrão desembarcou em terras brasileiras com a chegada da família real, em 1808, mas a sua popularização só ocorreu com a chegada dos imigrantes italianos, que trouxeram o hábito do preparo para a rotina dos brasileiros. O crescente interesse fez surgir pequenas fábricas de massa, tendo sempre como mão de obra, a família italiana. Sendo uma produção rudimentar, e baixo volume e bem caseira, até começar a surgir as primeiras indústrias de fabricação de massas alimentícias, tendo nos dias atuais modernas máquinas de fabricação de massa. 
Segundo pesquisa da Associação Brasileira das Indústrias de Biscoitos, Massas Alimentícias e Pães e Bolos Industrializados (ABIMAPI), realizada em 2019, o Brasil é o terceiro maior produtor de macarrão do mundo. De acordo com a publicação, o brasileiro consome cerca de 6kg de macarrão por ano.
As massas secas (tradicional, caseira, sêmola, integral, grano duro e com ovos) são as preferidas dos brasileiros, respondendo por 81,3% do consumo, o que correspondia a cerca de 744,9 mil toneladas no ano passado, segundo a Abimapi. Em seguida, aparecem as instantâneas [lámen], com 14,7% (134,6 mil toneladas), e as frescas [que necessitam refrigeração], com 4% (ou 36,6 mil toneladas). As massas secas são mais consumidas por pessoas das classes D e E, enquanto as frescas pelas classes A e B. As instantâneas, por sua vez, são consumidas por pessoas das classes D e E, principalmente jovens. A preferência do brasileiro é pelo espaguete, principalmente com o molho à bolonhesa [preparado com tomate e carne moída]. Outra massa que se destaca é a lasanha seca.
Outra preferência brasileira é comê-lo em casa. “Onde se gasta mais com macarrão é dentro de casa, talvez pela aceitação, pela praticidade em prepará-lo ou por ser um produto nutritivo também”, disse o presidente executivo da associação. O grano duro, muito consumido na Europa, por outro lado, não faz parte dessa preferência nacional seja por um problema cultural [aqui se prefere macarrão mais mole], seja pelo preço, geralmente mais alto. “De 1 milhão de toneladas que consumimos de massa seca, apenas 0,3% é grano duro”, disse.
O estudo foi feito no ano passado em mais de 11,3 mil lares brasileiros. No ranking nacional de consumo, as regiões Norte e Nordeste juntas apresentaram o maior índice de compra, responsáveis por 39% do volume de vendas. Em 2018, segundo dados da Abimapi, o volume total de vendas de massas alimentícias no país foi de R$ 916,3 mil toneladas.

## Informações Nutricionais
O macarrão tradicional, mais comum de se encontrar nos mercados, é feito à base de farinha/sêmola de trigo comum, além da adição de água e ovos em algumas opções.
| Quantidade por     | 100 g  |
| Calorias           | 371    |
| Gorduras Totais    | 1,5 g  |
| Gorduras Saturadas | 0,3 g  |
| Gorduras Trans     | 0 g    |
| Colesterol         | 0 mg   |
| Sódio              | 6 mg   |
| Potássio           | 223 mg |
| Carboidratos       | 75 g   |
| Fibras Alimentar   | 3,2 g  |
| Açúcar             | 2,7 g  |
| Proteínas          | 13 g   |
| Vitamina C         | 0 mg   |
| Ferro              | 1,3 mg |
| Cobalamina         | 0 µg   |
| Cálcio             | 21 mg  |
| Vitamina B6        | 0,1 mg |
| Magnésio           | 53 mg  |